# Comfort and Joy
Película británica de 1984. Quinto largometraje de Bill Forsyth

## Argumento
El presentador de radio Alan Bird es testigo de cómo una camioneta de helados es atacada y destruida por la competencia heladera. Esto le conduce a quedar atrapado en una trama entre dos familias italianas poseedoras del mercado heladero de Glasgow.

## Premios
Premios BAFTA

Nominado:
- Mejor Guion Original.

National Society of Film Critics Awards, USA

Ganador:
- Mejor Fotografía

- Datos: Q840983